# Clemens Walch
Clemens Walch est un footballeur autrichien né le 10 juillet 1987 à Rum. Il joue actuellement pour le SPG Silz/Mötz.

## Palmarès
- WSG Tirol
  - Championnat d'Autriche de football D2 en 2019